# Li Dongmei
Li Dongmei (李冬梅S, Lǐ DōngméiP; Changchun, 6 novembre 1969) è un'ex cestista cinese.

## Carriera
Con la Cina ha disputato due edizioni dei Giochi olimpici (Barcellona 1992, Atlanta 1996) e due dei Campionati del mondo (1990, 1994).